# Ștenea
Ștenea – wieś w Rumunii, w okręgu Sybin, w gminie Șeica Mare. W 2011 roku liczyła 169 mieszkańców.